# Казакевич, Михаил Исаакович
Казакевич Михаил Исаакович ( 12 июля 1939, Новозыбков Брянской области ) — учёный в области мостостроения. Доктор технических наук (1983), профессор (1986). Заслуженный деятель науки и техники Украины (2000).

## Биография
Закончил Днепропетровский институт инженеров железнодорожного транспорта (1961). Работал в Центральном НГПИ «Стальконструкция» (Днепропетровск, 1966-93); с 1993 — в Днепропетровском университете железнодорожного транспорта: заведующий (1997—2003), профессор (от 2003) кафедры мостов.

## Научные труды
- Аэродинамическая устойчивость надземных и висячих трубопроводов. Москва, 1977;
- Проектирование металлических конструкций надземных промышленных трубопроводов. К., 1980; 1989; * Аэродинамика висячих покрытий. К., 1983; Варшава, 1988;
- Гашение колебаний мостовых конструкций. Москва, 1983;
- Аэродинамика мостов. Москва, 1987;
- Введение в виброэкологию зданий и сооружений. Дн., 1996;
- Ветровые и гололедные воздействия на воздушные линии электропередач. Д., 2005;
- Избранное. Дн., 2009.

## Награды
- Орден Дружбы (9 марта 1996 года, Россия) — за заслуги перед государством, успехи, достигнутые в труде, и большой вклад в укрепление дружбы и сотрудничества между народами[1]
- Заслуженный деятель науки и техники Украины (30 июня 2000 года) — за весомый личный вклад в подготовку высококвалифицированных специалистов, многолетнюю плодотворную научную и педагогическую деятельность[2]